# Leonard Floyd
Leonard Cornilus Floyd (Atlanta, 8 settembre 1992) è un giocatore di football americano statunitense che milita nel ruolo di outside linebacker per i San Francisco 49ers della National Football League (NFL).

## Carriera universitaria
Floyd al college giocò coi Georgia Bulldogs dal 2013 al 2015. Nel primo anno disputò come titolare 8 gare su 13, mettendo a segno 55 tackle e guidando la squadra con 6,5 sack. Nell'ultima concluse con 72 tackle e 4,5 sack, dopo di che annunciò l'intenzione di saltare l'ultima stagione nel college football per rendersi eleggibile nel Draft NFL.

## Carriera professionistica

### Chicago Bears
Floyd fu scelto come nono assoluto nel Draft NFL 2016 dai Chicago Bears. Debuttò come professionista partendo come titolare nella gara del primo turno persa contro gli Houston Texans in cui mise a segno sei tackle e un sack condiviso. A fine stagione fu inserito nella formazione ideale dei rookie dalla Pro Football Writers of America.
Nel Monday Night Football della settimana 5 della sua seconda stagione, Floyd disputò fino a quel momento la sua miglior prova professionistica con 6 tackle, di cui 4 con perdita di yard, e 2 sack contro i Minnesota Vikings.

### Los Angeles Rams
Il 18 marzo 2020 Floyd firmò con i Los Angeles Rams un contratto annuale del valore di 10 milioni di dollari. Nel decimo turno fu premiato come difensore della NFC della settimana dopo avere messo a segno 5 tackle, 3 sack e un fumble recuperato nella vittoria sui Seattle Seahawks.
Nel marzo del 2021 Floyd firmò con i Rams un rinnovo contrattuale quadriennale del valore di 64 milioni di dollari. Il 13 febbraio 2022 scese in campo nel Super Bowl LVI vinto contro i Cincinnati Bengals 23-20, mettendo a segno 5 tackle e un sack e conquistando il suo primo titolo.

### Buffalo Bills
Il 5 giugno 2023 Floyd firmò un contratto di un anno con i Buffalo Bills. In quella stagione mise a segno 10.5 sack, 32 placcaggi, un passaggio deviato e un fumble forzato disputando tutte le 17 partite, 16 delle quali come titolare.

### San Francisco 49ers
Il 18 marzo 2024 Floyd firmò un contratto biennale con i San Francisco 49ers.

## Palmarès

### Franchigia
- Super Bowl : 1

Los Angeles Rams: LVI
- National Football Conference Championship: 1

Los Angeles Rams: 2021

### Individuale
- Difensore della NFC della settimana: 1

10ª del 2020
- PFWA All-Rookie Team - 2016